# Tócto da Bulgária
Tócto (em grego medieval: Τόκτος; em búlgaro: Токту; romaniz.: Toktu) foi o cã búlgaro entre 766 e 767. O patriarca de Constantinopla Nicéforo I escreveu que Tócto "era um búlgaro e irmão de Baiano". Embora esta frase sugira que Baiano seria uma pessoa de alguma importância, nada mais se sabe sobre ele ou sobre os aliados de Tócto. Assume-se que ele seria membro da facção da nobreza búlgara que defendia o reinício da guerra contra o Império Bizantino. Porém, antes que conseguisse fazer qualquer coisa, Tócto teve que enfrentar uma revolta que o obrigou a fugir. Ao contrário de seus predecessores (Sabino e Umor), que eram aliados dos bizantinos e encontraram abrigo lá, ele tentou fugir para o norte, mas foi preso próximo do Danúbio e assassinado juntamente com o irmão Baiano e todos os seus aliados.
A compilação do século XVII dos búlgaros do Volga, Ja'far Tarikh, uma obra cuja autenticidade é disputada, apresenta Azan Tokta (Tócto) como sendo filho de um tal Kermek, que não aparece em nenhum outro lugar e que seria filho do antigo cã búlgaro Suvar (Sevar).